# 山西南牡蒿
山西南牡蒿（学名：Artemisia eriopoda var. shanxiensis）为菊科蒿属下的一个变种。